# Земская почта Одесского уезда
Зе́мская по́чта Оде́сского уе́зда — земская почта, организованная земской управой Одесского уезда Херсонской губернии. Земская почта Одесского уезда существовала с 13 января 1879 года. В уезде выпускались собственные земские почтовые марки.

## История почты
Одесская уездная земская почта была открыта 13 января 1879 года. Почтовые отправления отправлялись из уездного центра (города Одессы) в населенные пункты уезда дважды в неделю. Пересылка частных почтовых отправлений оплачивалась земскими почтовыми марками: простые письма — марками номиналом 5 копеек, а бандероли — марками номиналом 2 копейки.
Работа уездной земской почты была прекращена 01 января 1881 года. В 1888 году работа почты возобновилась, но с того времени пересылка почтовых отправлений осуществлялась бесплатно.

## Выпуски марок

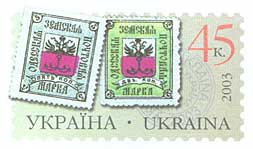
Почтовая марка Украины, посвящённая 125-летию Одесской земской почты, 2003 г.

Номинал земских почтовых марок для оплаты пересылки частных почтовых отправлений был 2 копейки и 5 копеек. На них были изображены гербы Херсонской губернии и Одесского уезда.